# Samuel Griffith (Politiker, 1816)

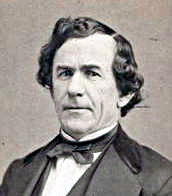
Samuel Griffith, vermutlich 1870er Jahre

Samuel Griffith (* 14. Februar 1816 in Merthyr Tydfil, Wales; † 1. Oktober 1893 in Mercer, Pennsylvania) war ein walisisch-amerikanischer Politiker. Zwischen 1871 und 1873 vertrat er den Bundesstaat Pennsylvania im US-Repräsentantenhaus.

## Werdegang
Wann genau Samuel Griffith in die Vereinigten Staaten auswanderte, ist nicht überliefert. Er wurde zunächst von einem Privatlehrer unterrichtet und absolvierte danach das Allegheny College in Meadville. Nach einem anschließenden Jurastudium und seiner 1846 erfolgten Zulassung als Rechtsanwalt begann er in Mercer in diesem Beruf zu arbeiten. Gleichzeitig schlug er als Mitglied der Demokratischen Partei eine politische Laufbahn ein.
Bei den Kongresswahlen des Jahres 1870 wurde Griffith im 20. Wahlbezirk von Pennsylvania in das US-Repräsentantenhaus in Washington, D.C. gewählt, wo er am 4. März 1871 die Nachfolge des Republikaners Calvin Willard Gilfillan antrat. Da er im Jahr 1872 nicht bestätigt wurde, konnte er bis zum 3. März 1873 nur eine Legislaturperiode im Kongress absolvieren. Nach seiner Zeit im US-Repräsentantenhaus praktizierte Griffith wieder als Anwalt in Mercer, wo er am 1. Oktober 1893 verstarb.